# David Ervine
David Walter Ervine (* 21. Juli 1953 in Belfast; † 8. Januar 2007 ebenda) war ein nordirischer Politiker. Er war von 2002 bis 2007 Parteiführer der Progressive Unionist Party (PUP).

## Leben
Ervine wuchs in einem loyalistisch-unionistisch geprägten Arbeiterviertel im Osten Belfasts auf. Bis 1969 besuchte er die dortige Orangefield High School. Bemühungen Ervines, Polizist zu werden, scheiterten wegen einer geringfügigen Jugendstrafe. Er arbeitete als Hilfsarbeiter, unter anderem in einem Farbengeschäft. 1972 heiratete Ervine; aus der Ehe gingen zwei Kinder hervor.
Nach eigenen Angaben trat Ervine im Juli 1972 während des Nordirlandkonflikts der Ulster Volunteer Force (UVF), einer loyalistischen, paramilitärischen Organisation, bei. Wenige Tage zuvor waren in Belfast beim Bloody Friday neun Menschen bei einer Serie von Bombenanschlägen der IRA getötet worden. Über seine Tätigkeit in der UVF liegen keine Angaben Ervines vor; vermutlich war er an Bombenanschlägen beteiligt. Im November 1974 wurde Ervine als Fahrer eines Autos verhaftet, in dem sich eine Bombe befand. Wegen Sprengstoffbesitzes im Mai 1975 zu elf Jahren Haft verurteilt, war Ervine bis Mai 1980 in Long Kesh inhaftiert. Während der Haft kam Ervine in Kontakt zu Gusty Spence und trat fortan ebenso wie Spence für die Lösung des Nordirlandkonfliktes mit friedlichen Mitteln ein.
Nach seiner Haftentlassung arbeitete Ervine zunächst als Milchmann; später übernahm er einen Zeitungsladen. 1983 oder 1984 trat er der PUP bei; einer Partei, die 1979 als politischer Flügel der verbotenen UVF gegründet worden war und anfänglich der UVF-Führung als Rahmen für Kontakte zum britischen Nordirlandministerium diente. Ab Ende der 1980er Jahre war  Ervine als „Provost Marshal“ der UVF für interne Disziplinarmaßnahmen zuständig.
Während des nordirischen Friedensprozesses war Ervine beim Zustandekommen eines Waffenstillstands der loyalistischen Paramilitärs im Oktober 1994 beteiligt. Einen Monat später war er zu Gesprächen mit der US-Regierung in den Vereinigten Staaten. 1996 wurde er in das Northern Ireland Forum gewählt. In dieser Funktion war Ervine an den Verhandlungen zum Karfreitagsabkommen beteiligt. Dabei avancierte Ervine zum wichtigsten Sprecher der loyalistischen Paramilitärs während des Friedensprozesses. Von 1998 bis zu seinem Tod vertrat er die PUP als Abgeordneter in der Northern Ireland Assembly; zudem war Ervine seit 1997 Mitglied des Belfast City Council. 2002 übernahm er den Parteivorsitz der PUP.
Ervine starb an den Folgen eines Herzinfarkts. An seiner Beisetzung nahmen unter anderem Nordirlandminister Peter Hain, der frühere irische Premierminister Albert Reynolds, der irische Außenminister Dermot Ahern sowie die Sinn-Féin-Politiker Gerry Adams und Alex Maskey teil.